# Viile, Constanța
Viile este un sat în comuna Ion Corvin din județul Constanța, Dobrogea, România. În trecut s-a numit Beilic/ Beylik, actuala denumire primind-o prin Decretul Consiliului de Stat nr. 799/1964 privind schimbarea denumirii unor localități. La recensământul din 2002 avea o populație de 1077 locuitori.